# General Gogol
General Alexis Gogol, karaktär i James Bond filmerna. Gogol som är chef för KGB deltar i sex Bondfilmer 1977-87, Älskade spion, Moonraker, Ur dödlig synvinkel, Octopussy, Levande måltavla och Iskallt uppdrag. I Iskallt uppdrag har han dragit sig tillbaka som KGB-chef.
Trots att Gogol är högste chef för den sovjetiska säkerhetspolisen och underrättelsetjänsten är han egentligen aldrig en uttalad fiende till Bond. Tvärtom arbetar han snarast för att tona ner det kalla kriget. Enda undantaget är möjligen Ur dödlig synvinkel, men trots att han i slutet av den filmen har chansen att döda Bond gör han inte det.
I sitt första framträdande i Älskade Spion samarbetar Bonds MI6 och KGB öppet för att stoppa deras gemensamme fiende Karl Stromberg. I Moonraker ger han grönt ljus åt amerikanerna att förstöra skurken Hugo Drax rymdstation. Den har upptäckts efter att Bond lyckats avaktivera stationens stealthförmåga som gör att den inte syns med supermakternas övervakningssystem.
I Octopussy är Gogol främste motståndare i Sovjetunionen mot krigshetsaren General Orlov. I Levande Måltavla tilldelas Bond t o m Leninorden av Gogol efter att agent 007 stoppat skurken (och tidigare KGB-medarbetaren) Max Zorins försök att totalförstöra Silicon Valley.
General Gogol spelas av Walter Gotell.